# جزایر ویرجین اسپانیا
جزایر ویرجین اسپانیا (جزایر ویرجین اسپانیایی) یا جزایر ویرجین پرتو ریکو، بخشی از جزایر پرتو ریکو می باشد.